# Héctor Méndez
Héctor Eugene Méndez (1. august 1897 – 13. december 1977) var en argentinsk bokser som deltog i de olympiske lege 1924 i Paris.
Méndez vandt vandt en sølvmedalje i boksning under Sommer-OL 1924 i Paris. Han fik en andenplads i vægtklassen Weltervægt og tabte finalen til Jean DeLarge fra Belgien.
Méndez var Argentinas flagbærer under åbningsceremonien under Sommer-OL 1928 i Amsterdam.